# Adidas International 2001 - Qualificazioni singolare maschile
Le qualificazioni del singolare maschile dell'Adidas International 2001 sono state un torneo di tennis preliminare per accedere alla fase finale della manifestazione. I vincitori dell'ultimo turno sono entrati di diritto nel tabellone principale. In caso di ritiro di uno o più giocatori aventi diritto a questi sono subentrati i lucky loser, ossia i giocatori che hanno perso nell'ultimo turno ma che avevano una classifica più alta rispetto agli altri partecipanti che avevano comunque perso nel turno finale.
Le qualificazioni del torneo Adidas International 2001 prevedevano 32 partecipanti di cui 4 sono entrati nel tabellone principale.

## Teste di serie
1. Assente
2. Chris Woodruff (ultimo turno)
3. Christophe Rochus (Qualificato)
4. Alberto Martín (primo turno)

1. Paul Goldstein (ultimo turno)
2. Alexander Popp (primo turno)
3. David Sánchez (secondo turno)
4. Ivan Ljubičić (primo turno)

## Qualificati
1. George Bastl
2. Scott Draper

1. Christophe Rochus
2. Jeff Tarango

## Tabellone

### Legenda
| - Q = Qualificato - WC = Wild card - LL = Lucky loser | - ALT = Alternate - SE = Special Exempt - PR = Protected Ranking | - w/o = Walkover - r = Ritirato - d = Squalificato |

### Sezione 1
|  | Primo turno         | Primo turno         | Primo turno     | Primo turno | Primo turno |  |  | Secondo turno       | Secondo turno       | Secondo turno       | Secondo turno  | Secondo turno |   |   | Ultimo turno | Ultimo turno | Ultimo turno | Ultimo turno | Ultimo turno |  |
|  |                     |                     |                 |             |             |  |  |                     |                     |                     |                |               |   |   |              |              |              |              |              |  |
|  | Marc-Kevin Goellner | Marc-Kevin Goellner | 6               | 5           | 6           |  |  |                     |                     |                     |                |               |   |   |              |              |              |              |              |  |
|  | Ján Krošlák         | Ján Krošlák         | 4               | 7           | 4           |  |  | Marc-Kevin Goellner | Marc-Kevin Goellner | Marc-Kevin Goellner | 2              | 3             |   |   |              |              |              |              |              |  |
|  | George Bastl        | George Bastl        | George Bastl    | 6           | 6           |  |  | George Bastl        | George Bastl        | George Bastl        | 6              | 6             |   |   |              |              |              |              |              |  |
|  | Stefano Tarallo     | Stefano Tarallo     | Stefano Tarallo | 2           | 3           |  |  |                     |                     |                     |                |               |   |   |              | George Bastl | 6            | 4            | 6            |  |
|  | Sargis Sargsian     | Sargis Sargsian     | Sargis Sargsian | 6           | 6           |  |  |                     |                     | 5                   | Paul Goldstein | 3             | 6 | 2 |              |              |              |              |              |  |
|  | Kevin Kim           | Kevin Kim           | Kevin Kim       | 2           | 3           |  |  |                     | Sargis Sargsian     | Sargis Sargsian     | 1              | 64            |   |   |              |              |              |              |              |  |
|  | 5                   | Paul Goldstein      | Paul Goldstein  | 6           | 6           |  |  | 5                   | Paul Goldstein      | Paul Goldstein      | 6              | 7             |   |   |              |              |              |              |              |  |
|  |                     | Julian Knowle       | Julian Knowle   | 3           | 2           |  |  |                     |                     |                     |                |               |   |   |              |              |              |              |              |  |

### Sezione 2
|  | Primo turno       | Primo turno       | Primo turno       | Primo turno | Primo turno |  |  | Secondo turno | Secondo turno    | Secondo turno    | Secondo turno | Secondo turno |   |   | Ultimo turno | Ultimo turno   | Ultimo turno | Ultimo turno | Ultimo turno |  |
|  |                   |                   |                   |             |             |  |  |               |                  |                  |               |               |   |   |              |                |              |              |              |  |
|  | 2                 | Chris Woodruff    | Chris Woodruff    | 6           | 6           |  |  |               |                  |                  |               |               |   |   |              |                |              |              |              |  |
|  |                   | Julián Alonso     | Julián Alonso     | 2           | 1           |  |  | 2             | Chris Woodruff   | Chris Woodruff   | 6             | 6             |   |   |              |                |              |              |              |  |
|  | Justin Gimelstob  | Justin Gimelstob  | Justin Gimelstob  | 7           | 6           |  |  |               | Justin Gimelstob | Justin Gimelstob | 4             | 1             |   |   |              |                |              |              |              |  |
|  | Fernando González | Fernando González | Fernando González | 65          | 2           |  |  |               |                  |                  |               |               |   |   | 2            | Chris Woodruff | 3            | 6            | 2            |  |
|  | Scott Draper      | Scott Draper      | Scott Draper      | 6           | 6           |  |  |               |                  |                  | Scott Draper  | 6             | 4 | 6 |              |                |              |              |              |  |
|  | Alun Jones        | Alun Jones        | Alun Jones        | 2           | 4           |  |  |               | Scott Draper     | Scott Draper     | 6             | 6             |   |   |              |                |              |              |              |  |
|  | 7                 | David Sánchez     | David Sánchez     | 6           | 7           |  |  | 7             | David Sánchez    | David Sánchez    | 3             | 4             |   |   |              |                |              |              |              |  |
|  |                   | Cristiano Caratti | Cristiano Caratti | 1           | 5           |  |  |               |                  |                  |               |               |   |   |              |                |              |              |              |  |

### Sezione 3
|  | Primo turno       | Primo turno       | Primo turno       | Primo turno | Primo turno |  |  | Secondo turno | Secondo turno     | Secondo turno | Secondo turno | Secondo turno |   |   | Ultimo turno | Ultimo turno      | Ultimo turno | Ultimo turno | Ultimo turno |  |
|  |                   |                   |                   |             |             |  |  |               |                   |               |               |               |   |   |              |                   |              |              |              |  |
|  | 3                 | Christophe Rochus | Christophe Rochus | 6           | 6           |  |  |               |                   |               |               |               |   |   |              |                   |              |              |              |  |
|  |                   | Todd Perry        | Todd Perry        | 3           | 2           |  |  | 3             | Christophe Rochus | 2             | 7             | 6             |   |   |              |                   |              |              |              |  |
|  | Michel Kratochvil | Michel Kratochvil | 4                 | 6           | 6           |  |  |               | Michel Kratochvil | 6             | 6             | 4             |   |   |              |                   |              |              |              |  |
|  | Michaël Llodra    | Michaël Llodra    | 6                 | 1           | 2           |  |  |               |                   |               |               |               |   |   | 3            | Christophe Rochus | 6            | 5            | 6            |  |
|  | Tomas Behrend     | Tomas Behrend     | Tomas Behrend     | 6           | 6           |  |  |               |                   |               | Tomas Behrend | 4             | 7 | 1 |              |                   |              |              |              |  |
|  | Irakli Labadze    | Irakli Labadze    | Irakli Labadze    | 4           | 4           |  |  | Tomas Behrend | Tomas Behrend     | Tomas Behrend | 6             | 6             |   |   |              |                   |              |              |              |  |
|  |                   | Kevin Ullyett     | 2                 | 6           | 7           |  |  | Kevin Ullyett | Kevin Ullyett     | Kevin Ullyett | 2             | 2             |   |   |              |                   |              |              |              |  |
|  | 8                 | Ivan Ljubičić     | 6                 | 4           | 6           |  |  |               |                   |               |               |               |   |   |              |                   |              |              |              |  |

### Sezione 4
|  | Primo turno         | Primo turno         | Primo turno         | Primo turno | Primo turno |  |  | Secondo turno | Secondo turno | Secondo turno | Secondo turno | Secondo turno |   |   | Ultimo turno | Ultimo turno | Ultimo turno | Ultimo turno | Ultimo turno |  |
|  |                     |                     |                     |             |             |  |  |               |               |               |               |               |   |   |              |              |              |              |              |  |
|  |                     | Takao Suzuki        | 64                  | 6           | 6           |  |  |               |               |               |               |               |   |   |              |              |              |              |              |  |
|  | 4                   | Alberto Martín      | 7                   | 2           | 4           |  |  | Takao Suzuki  | Takao Suzuki  | Takao Suzuki  | 3             | 4             |   |   |              |              |              |              |              |  |
|  | Jeff Tarango        | Jeff Tarango        | 7                   | 2           | 6           |  |  | Jeff Tarango  | Jeff Tarango  | Jeff Tarango  | 6             | 6             |   |   |              |              |              |              |              |  |
|  | Paul Baccanello     | Paul Baccanello     | 63                  | 6           | 3           |  |  |               |               |               |               |               |   |   | Jeff Tarango | Jeff Tarango | Jeff Tarango | 6            | 6            |  |
|  | Attila Sávolt       | Attila Sávolt       | Attila Sávolt       | 6           | 6           |  |  |               |               | Attila Sávolt | Attila Sávolt | Attila Sávolt | 3 | 0 |              |              |              |              |              |  |
|  | Paradorn Srichaphan | Paradorn Srichaphan | Paradorn Srichaphan | 1           | 4           |  |  | Attila Sávolt | Attila Sávolt | Attila Sávolt | 6             | 6             |   |   |              |              |              |              |              |  |
|  |                     | Galo Blanco         | Galo Blanco         | 6           | 6           |  |  | Galo Blanco   | Galo Blanco   | Galo Blanco   | 3             | 2             |   |   |              |              |              |              |              |  |
|  | 6                   | Alexander Popp      | Alexander Popp      | 3           | 2           |  |  |               |               |               |               |               |   |   |              |              |              |              |              |  |